# Уличное искусство Кайзерсверта (Дюссельдорф)

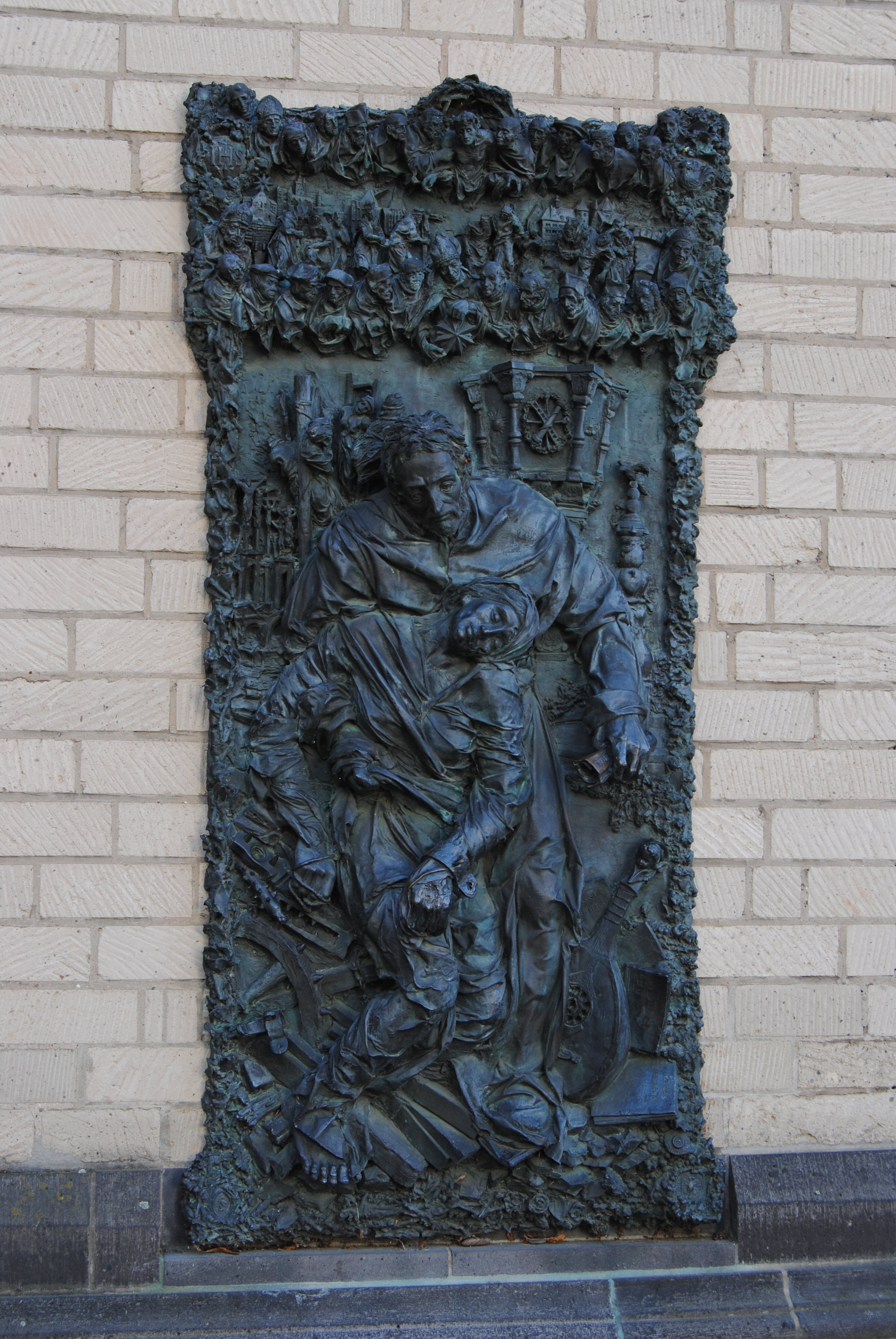
Рельеф Берта Герресхайма, посвящённый Фридриху Шпее.

В Кайзерсверте (одном из районов Дюссельдорфа) насчитывается 26 официально признанных объектов уличного искусства,, созданных известными в Германии скульпторами, среди которых:
- Один археологический языческий памятник.
- Девять памятников выдающимся личностям и военный мемориал.
- Пять фонтанов.
- Девять объёмных объектов современного искусства.
- Два настенных рельефа.

## Список объектов уличного искусства
| № | Фотография | Название                      | Автор                            | Местонахождение                                                                                                 | Время изготовления                                 | Информация |
| - | ---------- | ----------------------------- | -------------------------------- | --- | -------------------------------------------------- | --- |
| 1 |            | Менгир                        |                                  | Угол Альте Ландштрассе и Цеппенхаймер Вег                                                                       | Языческие времена                                  | Изготовлен из трахита, высота 2 м. Во времена населявших эту территорию кельтов он служил в качестве объекта, у которого совершались жертвоприношения. Является старейшим памятником Дюссельдорфа. Во время дорожных работ в 1958 году был на несколько метров перенесён в сторону от своего первоначального местонахождения. |
| 2 |            | Императорский дуб             | Пауль Диссельхофф                | Гешвистер-Ауфрихт-Штрассе, формально Альте Ландштрассе (Диакония Кайзерсверт, рядом со зданием Фронбергхаус.    | 1877 год, 1887 год                                 | Пауль Диссельхофa посадил два дуба к 80 и 90-летию императора Вильгельма I: один между главной церковью диаконии и Флиднерштрассе, а второй южнее Фронбергхауса на липовой аллее. Вокруг деревьев были установлены по три невысоких античных колонны с надписями «crescat, floreat» (он растёт, он цветёт) и ещё у каждого дерева своя надпись: у главной церкви — «Юбилей 22 марта 1877» и у Фронбергхауса — «22 марта 1887». |
| 3 |            | Кронпринц Фридрих Вильгельм   | Пауль Диссельхофф                | Гешвистер-Ауфрихт-Штрассе, формально Альте Ландштрассе (Диакония Кайзерсверт, позади здания Луиза-Флиднер-Хаус. | 1890 год, освящён 15 июня.                         | Памятник изготовлен их песчаника: высота 3,5 м. Посвящён императору Фридриху III, посетившему диаконию 21 сентября 1884 года, будучи в то время ещё кронпринцем. У кронпринца на руках четырёхлетний Вильгельм Кролль — крестный сын Вильгельма I, проходивший в то время курс лечения в детском отделении диаконии. На цоколе памятника полурельефом написано «Jerusalem Ahubbuka» (Я люблю тебя, Иерусалим). Надпись связана с тем, что кронпринц посещал диаконию в Иерусалиме 6 ноября 1869 года. Данный памятник является единственным частным и одновременно общественным памятником Дюссельдорфа.                                                                      |
| 4 |            | Фонтан                        | Небель из Хильдена               | Цеппенхаймер Вег (У главного здания психиатрической клиники, Хаус Йоханнисберг) Карта                           | 1881                                               | Памятник-фонтан освящён одновременно с соседним зданием психиатрической клиники. |
| 5 |            | Фонтан "Сеятель" (Der Sämann) | Проф. Фриц Климш (Fritz Klimsch) | Клеменсплац (Клеменс-Центр) Карта                                                                               | 1910—1912. Установлена в Кайзерсверте в 1986 году. | Центральная обнажённая фигура фонтана называется также «Голый крестьянин» (Nackter Bauer). Долгое время находилась в коллекции майора фон Люттица, с 1955 года украшала сквер Элизы (Elisengarten) в центре Ахена. Кёльнский архитектор Вальтер Бруне строивший жилой и торговый Клеменс-Центр в Кайзерсверте, приобретший в своё время эту фигуру у некоего англичанина, установил её посреди фонтана в качестве оптического центра нового района. |
| 6 |            | Фонтан с пьющим мальчиком     | Бернхард Лоф                     | Клеменсплац Карта                                                                                               | 1956                                               | Фигура играющего мальчика, вылитая из бронзы, установлена на постаменте из ракушечника-известняка. Первоначально, в 1937 году на этом месте скульптор Лоф установил фигуру «мальчугана-барабанщика», что во времена социал-национализма было образцовой скульптурой для молодёжной организации Гитлерюгенд. В годы Второй мировой войны её пришлось демонтировать и расплавить, а позже заменить современной фигурой. В 2006 году скульптуру реставрировали, но начались протесты местных жителей, поскольку фигура была повёрнута задом к площади Клеменса. В 2007 году скульптуру развернули. Над скульптурой шефствует местное отделение партии христианских демократов. · |

## ссылки
- Уход за памятником кронпринцу Фридриху Вильгельму в Кайзерсверте (недоступная ссылка)  (нем.).